# Karl Sillaber
Karl Sillaber (* 30. Juli 1932; † 1. September 2022) war ein österreichischer Architekt.

## Leben
Karl Sillaber wurde in eine Eisenbahnerfamilie in Bludenz hineingeboren. Mit seinem Interesse für Mathematik und Geometrie besuchte er ab 1947 die Staatsgewerbeschule Innsbruck, im zweiten Schuljahr wechselte er in die neu gegründete Tiefbauklasse, ebendort der Lehrer und Architekt Norbert Heltschl, welcher ihm nach der Schule einer Arbeitsstelle im Hochbauamt Feldkirch vermitteln konnte. 1953 ging er für ein Architekturstudium an die Technische Hochschule Graz, wo er bei Friedrich Zotter und Karl Lorenz studierte. Auch Roland Rainer, 1955/1956 in Graz Professor für Hochbau und Entwerfen, prägte seine Vorstellungen von Architektur. In Graz begann zeitgleich mit Sillaber der aus Kärnten stammende Max Fohn sein Architekturstudium, sie bildeten eine Wohngemeinschaft und wurden Freunde. Noch während des Studiums wurde Sillaber vom damaligen Baureferenten der Stadtgemeinde Bludenz zur Teilnahme an einem Wettbewerb für den Bau einer Schule in Obdorf eingeladen, worauf Sillaber und Fohn an der Universität in Graz als Entwurfsübung Pläne für die Schule erarbeiteten. Die Jury mit Norbert Heltschl und dem Schweizer Architekten Paul Trüdinger bewertete die Arbeit mit einem ersten Preis. Sillaber und Fohn wurden beauftragt und ihnen wurde ein Büro im Stadtbauamt zur Verfügung gestellt. Dafür unterbrachen beide ihr Studium für ein Jahr und schlossen ihr Studium erst mit Ende 1958 ab.
Fohn und Sillaber beteiligten sich am Wettbewerb für den Neubau einer Volksschule mit Kindergarten in Nüziders, wo sich die Jury nicht für einen ersten Preis, sondern für zwei zweite Preise entschied, einerseits für Fohn/Sillaber und andererseits für das Architektenteam Helmut Pfanner aus Lauterach und Friedrich Wengler aus Innsbruck. Die Jury regte beide Teams an, ein gemeinsames Projekt zu entwickeln, womit quasi von außen die C4 Architekten gewirkt wurden. Damals entstand ein Schlüsselprojekt zum Schulbau der Nachkriegszeit, welcher mit dem Österreichischen Bauherrenpreis 1967 ausgezeichnet wurde.
Die Architektengemeinschaft C4 bestand von 1960 bis 1979. Helmut Pfanner verstarb 1972. Friedrich Wengler löste sich 1979 vom Büro in Bregenz und arbeitete getrennt in Tirol weiter. Das Büro wurde als C4 Fohn/Sillaber erfolgreich weitergeführt.
Sillaber war Mitglied der Kunstkommission und des Gestaltungsbeirates der Stadt Bludenz. Er war über Jahrzehnte ehrenamtlich im Vorstand der Berufsvereinigung der bildenden Künstler Österreichs und der Zentralvereinigung der Architekten Österreichs tätig.
Sillaber war in den frühen 1960er Jahren Gründungsmitglied vom Kunstverein Form und Farbe in Bludenz.
Am 1. September 2022 verstarb Karl Sillaber im Alter von 90 Jahren.